# Hoplolabis amseliana
Hoplolabis amseliana är en tvåvingeart som först beskrevs av Nielsen 1961.  Hoplolabis amseliana ingår i släktet Hoplolabis och familjen småharkrankar. Inga underarter finns listade i Catalogue of Life.